# 삼자 투쟁
삼자 투쟁 또는 카나우지 삼각 전쟁은 9세기에 카나우지 왕국의 왕좌를 둘러싸고 프라티하라 제국, 팔라 제국, 라슈트라쿠타 제국 간에 벌어진 전쟁이다. :20
그러나 서사시 작가 디네슈란드라 시르카는 이 투쟁에 다른 관점을 더했다. 시르카에 따르면 프라티하라와 라슈트라쿠타 사이의 투쟁은 카나우지를 둘러싼 투쟁보다 더 일찍 시작되었다고 한다. 이 두 세력은 구자라트와 말와 지역에서 공통의 국경을 공유했다. 이 국경은 영구적이지 않고 수시로 바뀌는 국경이었기 때문에 두 세력 사이에 적대감을 불러일으켰다. 카나우지 투쟁이 시작되기 전에도 라슈트라쿠타 제국의 창시자 단티두르가는 프라티하라 왕조의 나가바타 1세를 물리쳤는데, 엘로라에 있는 단티두르가의 다샤바타라 사원 비문과 아모가바르샤 1세의 산잔 비문에서 알 수 있듯이 라슈트라쿠타 왕조에 속하는 단티두르가(r.. 735-756 CE)는 우자인에서 종교 의식을 거행했고, 구르자라데샤(구르자라국)의 왕은 그의 문지기 (프라티하라) 역할을 했으며, 이는 라슈트라쿠타 왕이 당시 아반티를 통치하고 있던 프라티하라 왕을 정복했음을 암시한다.
반면 벵골과 비하르의 팔라 제국과 카나우지의 아유다 왕조 사이의 갈등은 7세기 푸슈야부티 왕조의 하르샤와 가우다 왕국의 샤샹카 사이에서 시작되어 12세기까지 계속된 오래된 권력 투쟁의 연장선상에 있었다. 이러한 지역적 투쟁은 아유다 왕조의 계승 문제를 둘러싸고 더욱 격렬하게 전개되었다. 또한 프라티하라 제국, 팔라 제국, 라슈트라쿠타 제국, 아유다 왕조 등 네 개의 세력이 개입하면서 사실상 4강 체제가 형성되었다. 밧사라자와 나가바타 2세의 카나우지 정복 시도가 라슈트라쿠타 왕 드루바와 고빈다 3세에 의해 좌절되어 도시가 팔라의 지배하에 놓인 후, 구르자라족은 미히라 보자 치세에 마침내 카나우지를 점령하는 데 성공했고, 서기 1036년 왕조가 멸망할 때까지 프라티하라 제국의 수도로 기능하였다.

## 역사
서기 647년 하르샤가 사망한 후 카나우지 왕국은 후계자가 없어 큰 혼란을 겪었기 때문에 알려진 바가 많지 않다. 카나우지는 당나라 황제 태종의 사절로 하르샤 황제의 궁정에 온 사신 왕현책을 공격한 아루나스바의 손에 의해 잠시 동안 통치되었다. 그러나 왕현책은 아루나스바를 붙잡는 데 성공했고, 그는 중국으로 끌려가 당나라 황제를 모시며 지내게 되었다. 서기 730년경 야쇼바르만은 카나우지에 왕국을 세웠다. 그의 가우다 침공은 8세기에 그의 궁정 시인 바크파티라자가 작곡한 프라크리트어 시 '가우다바호(가우다 왕의 살해)'의 소재가 되었다. 야쇼바르만 이후 비즈라유다, 인드라유다, 차크라유다 등 세 명의 왕이 8세기 말부터 820년대까지 카나우지를 통치했다. 이러한 아유다 통치자들의 약점을 이용하고 카나우지 왕국의 엄청난 전략적, 경제적 잠재력에 매료된 빈말(라자스탄)의 구르자라-프라티하라, 벵골과 비하르의 팔라, 만야케타(카르나타카)의 라슈트라쿠타가 서로 대립하며 싸웠다. 카나우지를 둘러싼 이 삼자 간의 투쟁은 거의 2세기 동안 지속되었고, 결국 이 도시를 구르자라-프라티하라 제국의 수도로 삼아 거의 3세기 동안 통치한 나가바타 2세의 승리로 끝이 났다.

## 팔라 제국의 출현
다르마팔라는 프라티하라의 봉신이었던 카나우지의 통치자 인드라라자(또는 인드라유다)를 물리치고 차르카유다를 자신의 봉신으로 삼은 후, 카나우지에서 황궁을 열었는데, 여기에는 보자(아마도 비다르바), 마츠야(자이푸르 및 라자스탄 북동부), 마드라(펀자브 동부), 쿠루(하리아나-델리 서부 UP 지역), 야두(펀자브, 마투라, 드와르카 또는 심하푸라), 야바나, 아반티, 간다라 및 키라(캉그라 계곡)의 통치자들이 참석했다. 이 왕들은 "왕관을 떨면서 정중하게 절"하면서 카나우지 왕좌에 차크라유다를 세우는 것을 받아들였다. 일부 역사가들은 이 왕국들이 모두 팔라 제국의 봉신국이었지만 자치권을 유지했을 것이라고 추측하기도 한다.:39

### 밧사라자와 드루바
프라티하라 왕 밧사라자는 프라야가 인근에서 벌어진 전투에서 다르마팔라를 패배시키고 카나우지를 점령했다.:53-55 그 후 밧사라자 자신도 라슈트라쿠타 왕 드루바에게 패배하고 타르 사막 지역으로 피신하여 그의 왕국을 일시적으로 잃었고, 팔라 제국의 다르마팔라는 카나우지를 재점령했지만, 그 역시 드루바에게 패배했다.:20 드루바가 그의 왕국으로 돌아온 후, 다르마팔라는 카나우지를 탈환하고 그의 봉신인 차크라유다를 왕좌에 앉혔다.:53-55 다르마팔라는 북인도에서 가장 강력한 통치자가 되었고, 자신을 우타라파타스바민 ("북인도의 군주")이라고 선언했다.

### 나가바타 2세와 고빈다 3세
서기 793년 드루바가 죽은 후, 라슈트라쿠타의 권력은 계승 전쟁으로 약화되었다. 밧사라자의 아들 나가바타 2세는 프라티하라 왕국을 회복한 후 카나우지를 정복했고, 차크라유다를 그의 봉신으로 삼았으며, 파라마바타라카, 마하라자디라자, 파라메스바라 등 제호를 사용하였다. 나가바타는 동쪽으로 진군했고, 뭉게르 인근에서 다르마팔라를 패배시켰다. 나가바타 2세는 벵골을 침공하기 전에 라슈트라쿠타 왕과 드루바의 아들 고빈다 3세에게 패배했고, 퇴각해야만 했다.:53-55 고빈다 3세는 카나우지를 점령했고, 차크라유다와 다르마팔라 모두에게 지배자로 인정받았다. 고빈다 3세는 프라티하라 왕조로부터 라타(구자라트 남부와 중부)를 정복했고, 그의 형제 인드라를 그 영토의 통치자로 만들었고, 사실상 라슈트라쿠타 제국의 분파가 되었다.:66 말와 또한 점령되었는데, 800년에 파라마라 왕조는 라슈트라쿠타의 봉신이 되었고, 빈디아산맥과 말와 사이의 지역들은 라슈트라쿠타 영역에 포함되었다.
고빈다 3세가 떠난 후 다르마팔라는 북인도에 대한 권위를 다시 확립하고 생을 마감할 때까지 북인도의 지배적인 통치자로 남았으며,:43-45 그의 아들 데바팔라와 손자 마헨드라팔라, 슈라팔라 1세도 서기 865년까지 북인도 및 카나우지에 대한 팔라의 지배권을 유지했다. :20

## 투쟁의 종식
나가바타 2세의 손자인 프라티하라 왕 미히라 보자는 처음 카나우지를 정복하려다 데바팔라에게 패배한 후 나라야나팔라 통치 기간에 팔라 제국을 물리치고 카나우지를 프라티하라의 수도로 만들었다.:21 미히라 보자의 아들인 마헨드라팔라 1세 왕의 통치 기간 동안 프라티하라 제국은 전성기를 맞이했지만 서쪽으로는 아랍인, 동쪽으로는 팔라 제국, 남쪽으로는 라슈트라쿠타와의 끊임없는 투쟁으로 서서히 약화되기 시작했다.:19-20 라슈트라쿠타 왕 인드라 3세는 914~916년에 카나우지를 점령했고,:21 가즈니의 마흐무드는 1018년에 도시를 약탈했지만, 카나우지는 1036년 야샤팔라 왕이 사망할 때까지 프라티하라 왕조의 지배하에 있었다.